# Gloria Rodríguez
Gloria Rodríguez Sánchez (Torre-Pacheco, 6 maart 1992) is een Spaanse wielrenster die actief is op de weg en op de baan. Na zes jaar bij het Spaanse Movistar Team en verschillende jaren bij de Baskische ploegen Bizkaia-Durango en Lointek, reed ze in 2024 voor Massi-Baix Ter.
In 2009 werd Rodríguez bij de junioren Spaans kampioene op de weg en in de tijdrit. In 2010 won ze brons in de achtervolging voor junioren bij de wereldkampioenschappen baanwielrennen 2010. In 2016 en 2018 werd ze Spaans kampioene op de baan in de achtervolging bij de elite.

## Palmares

### Op de weg
2009
- Spaans kampioene op de weg, junioren
- Spaans kampioene tijdrijden, junioren

2010
- Spaans kampioenschap op de weg, junioren
- Spaans kampioenschap tijdrijden, junioren

2016
- Spaans kampioenschap tijdrijden, elite

2018
- Spaans kampioenschap op de weg, elite

2019
- Spaans kampioenschap tijdrijden, elite

### Op de baan
2010
- Wereldkampioenschap ind. achtervolging, junioren

2016
- Spaans kampioene ind. achtervolging, elite

2018
- Spaans kampioene ind. achtervolging, elite

## Ploegen

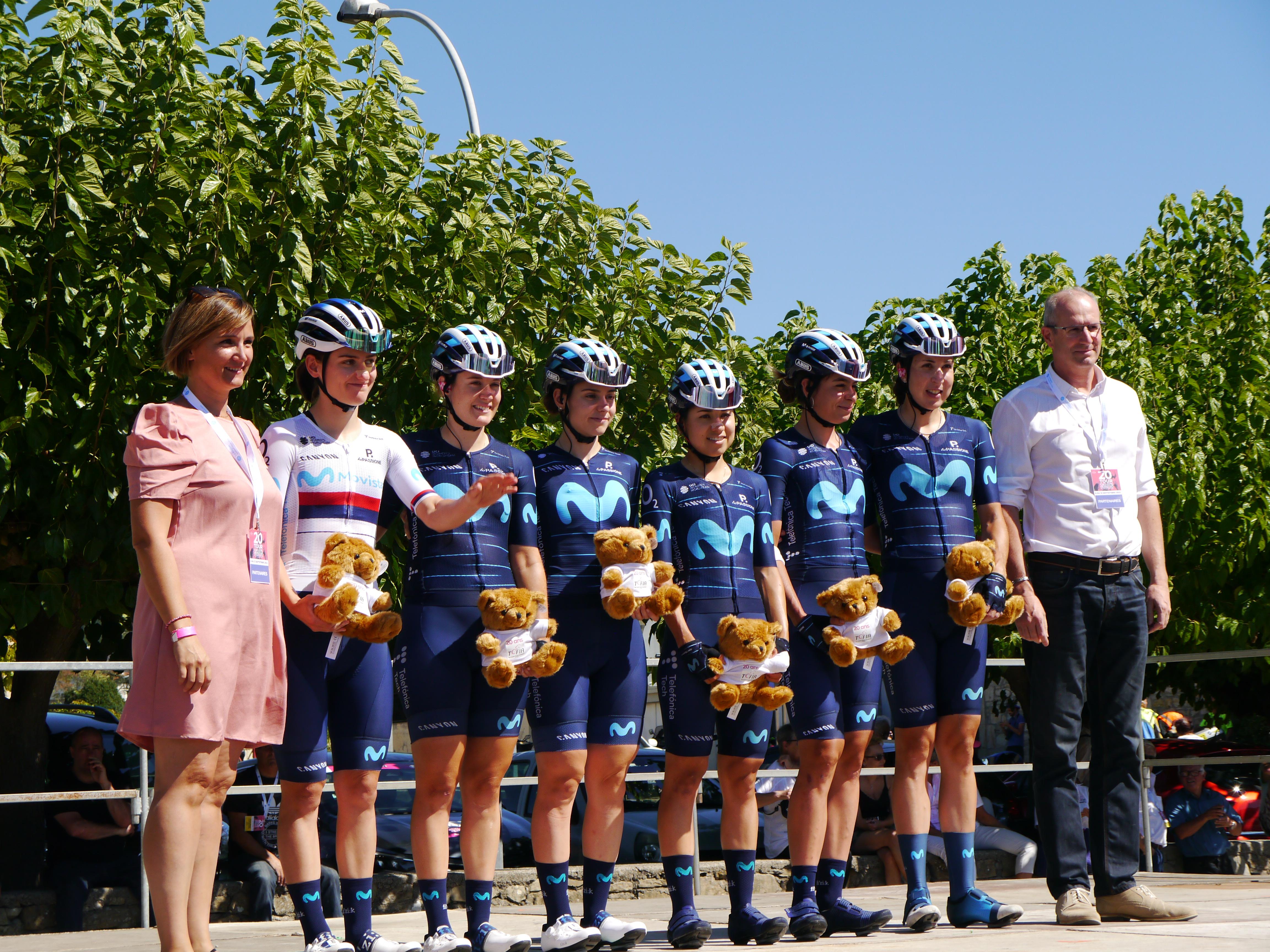
Rodríguez (meest rechts) met haar ploeg Movistar in de Tour de l'Ardèche 2022.

- 2012 -  Bizkaia-Durango
- 2013 -  Bizkaia-Durango
- 2015 -  BZK Emakumeen Bira
- 2016 -  Lointek
- 2017 -  Lointek
- 2018 -  Movistar Team
- 2019 -  Movistar Team
- 2020 -  Movistar Team
- 2021 -  Movistar Team
- 2022 -  Movistar Team
- 2023 -  Movistar Team
- 2024 -  Massi-Baix Ter